# West Indies Cricket Team in Sri Lanka in der Saison 2024/25
Die Tour des West Indies Cricket Teams in Sri Lanka in der Saison 2024/25 fand vom 13. bis zum 26. Oktober 2024 statt. Die internationale Cricket-Tour war Bestandteil der Internationalen Cricket-Saison 2024/25 und umfasste drei ODIs und drei Twenty20s. Sri Lanka gewann die ODI- und Twenty20-Serie jeweils mit 2–1.

## Vorgeschichte
Südafrika bestritt zuvor eine Tour gegen Afghanistan, für Irland ist es die erste Tour der Saison. Das letzte Aufeinandertreffen der beiden Mannschaften bei einer Tour fand in der Saison 2022 in Irland statt.

## Stadion
Das folgende Stadion wurde für die Tour als Austragungsort vorgesehen.
| Stadion                                            | Stadt    | Kapazität | Spiele      |
| -------------------------------------------------- | -------- | --------- | ----------- |
| Rangiri Dambulla International Stadium             | Dambulla | 16.800    | 1. – 3. T20 |
| Muttiah Muralitharan International Cricket Stadium | Kandy    | 35.000    | 1. – 3. ODI |

## Kaderlisten
Die West Indies benannten ihre Kader am 5. Oktober 2024.
Sri Lanka benannte seinen Twenty20-Kader am 10. Oktober und seinen ODI-Kader am 18. Oktober 2024.
| ODI | ODI | Twenty20 | Twenty20 |
| Sri Lanka | West Indies | Sri Lanka | West Indies |
| --- | --- | --- | --- |
| - Charith Asalanka (K) - Asitha Fernando - Avishka Fernando - Wanindu Hasaranga - Janith Liyanage - Nishan Madushka - Dilshan Madushanka - Kamindu Mendis - Kusal Mendis (wk) - Pathum Nissanka - Sadeera Samarawickrama (wk) - Mohamed Shiraz - Maheesh Theekshana - Jeffrey Vandersay - Dunith Wellalage - Chamindu Wickramasinghe | - Shai Hope (K, wk) - Alzarri Joseph (VK) - Jewel Andrew (wk) - Alick Athanaze - Keacy Carty - Roston Chase - Matthew Forde - Shamar Joseph - Brandon King - Evin Lewis - Gudakesh Motie - Sherfane Rutherford - Jayden Seales - Romario Shepherd - Hayden Walsh Jr. | - Charith Asalanka (K) - Dinesh Chandimal (wk) - Asitha Fernando - Avishka Fernando - Binura Fernando - Wanindu Hasaranga - Kusal Mendis (wk) - Kamindu Mendis - Pathum Nissanka - Kusal Perera (wk) - Matheesha Pathirana - Bhanuka Rajapaksa - Maheesh Theekshana - Nuwan Thushara - Jeffrey Vandersay - Dunith Wellalage - Chamindu Wickramasinghe | - Rovman Powell (K) - Roston Chase (VK) - Fabian Allen - Alick Athanaze - Andre Fletcher (wk) - Terrance Hinds - Shai Hope (wk) - Alzarri Joseph - Shamar Joseph - Brandon King - Evin Lewis - Gudakesh Motie - Sherfane Rutherford - Romario Shepherd - Shamar Springer |

## Twenty20 Internationals

### Erstes Twenty20 in Dambulla
| 13. Oktober Scorecard | Dambulla | Sri Lanka 179-7 (20)              | – | West Indies 180-5 (19.1) |
|                       |          | West Indies gewinnt mit 5 Wickets |   |                          |

Die West Indies gewannen den Münzwurf und entschieden sich als Feldmannschaft zu beginnen. Für Sri lanka eröffneten Pathum Nissanka und Kusal Mendis. Nissanka erreichte 11 Runs und nachdem Kamindu Mendis aufs Feld kam, schied Kusal Mendis nach 19 Runs aus. Dieser wurde durch Charith Asalanka ersetzt. Kamindu Mendis gelang in der Folge ein Fifty über 51 Runs und wurde gefolgt durch Bhanuka Rajapaksa. Asalanka erzielte ein Fifty über 59 Runs und Rajapaksa verlor sein Wicket nach 17 Runs, womit die Vorgabe auf 180 Runs erhöht wurde. Bester Bowler der West Indies war Romario Shepherd mit 2 Wickets für 39 Runs. Für die West Indies bildeten die Eröffnungs-Batter Brandon King und Evin Lewis eine Partnerschaft. Lewis erzielte ein Fifty über 50 Runs und wurde gefolgt durch Roston Chase. King gelang ein Fifty über 63 Runs und der ihm folgende Rovman Powell 13 Runs. Daraufhin kam Sherfane Rutherford aufs Feld und Chase konnte 19 Runs erzielen. Rutherford holte daraufhin die Vorgabe nach 14* erzielten Runs im letzten Over ein. Bester sri-lankischer Bowler war Matheesha Pathirana mit 2 Wickets für 27 Runs. Als Spieler des Spiels wurde Brandon King ausgezeichnet.

### Zweites Twenty20 in Dambulla
| 15. Oktober Scorecard | Dambulla | Sri Lanka 162-5 (20)          | – | West Indies 89 (16.1) |
|                       |          | Sri Lanka gewinnt mit 73 Runs |   |                       |

Sri Lanka gewann den Münzwurf und entschied sich als Schlagmannschaft zu beginnen. Für sie begannen die Eröffnungs-Batter Pathum Nissanka und Kusal Mendis. Kusal Mendis erzielte 26 Runs und der hineinkommende Kusal Perera erreichte 24 Runs. Als Kamindu Mendis aufs Feld kam, schied Nissanka nach einem Fifty über 54 Runs aus. Kamindu Mendis gelangen 19 Runs und kurz darauf endete das Innings mit einer Vorgabe von 163 Runs für die West Indies. Bester Bowler der West Indies war Romario Shepherd mit 2 Wickets für 23 Runs. Nachdem die West Indies vier frühe Wickets verloren hatten, erzielte Sherfane Rutherford 14 Runs. Daraufhin folgte ihm Rovman Powell aufs Feld, der mit Alzarri Joseph eine Partnerschaft formte. Powell gelangen 20 Runs und Joseph verlor das letzte Wicket des Innings im 17. Over nach 16 Runs. Bester sri-lankischer Bowler war Dunith Wellalage mit 3 Wickets für 9 Runs. Als Spielerin des Spiels wurde Pathum Nissanka ausgezeichnet.

### Drittes Twenty20 in Dambulla
| 17. Oktober Scorecard | Dambulla | West Indies 162-8 (20)          | – | Sri Lanka 166-1 (18) |
|                       |          | Sri Lanka gewinnt mit 9 Wickets |   |                      |

Die West Indies gewannen den Münzwurf und entschieden sich als Schlagmannschaft zu beginnen. Für sie bildete Eröffnungs-Batter Brandon King und der dritte Schlagmann Shai Hope eine Partnerschaft. King erreichte 23 Runs und Hope 18 weitere. Daraufhin formten Rovman Powell und Gudakesh Motie eine weitere Partnerschaft. Motie gelangen 32 Runs, woraufhin Romario Shepherd ins Spiel kam. Powell konnte 37 Runs erzielen und Shepherd verlor sein Wicket nach 18 Runs, woraufhin das Innings mit einer Vorgabe von 163 Runs für Sri Lanka endete. Beste sri-lankische Bowler waren Maheesh Theekshana mit 2 Wickets für 19 Runs und Wanindu Hasaranga mit 2 Wickets für 24 Runs. Für Sri Lanka begannen die Eröffnungs-Batter Pathum Nissanka und Kusal Mendis. Nissanka schied nach 39 Runs aus, bevor Mendis zusammen mit Kusal Perera die Vorgabe nach 18 Overn einholte. Mendis erzielte dabei ein Fifty über 68* Runs und Perera ein ebensolches über 55* Runs. Das Wicket der West indies erzielte Gudakesh Motie. Als Spieler des Spiels wurde Kusal Mendis ausgezeichnet.

## One-Day Internationals

### Erstes ODI in Kandy
| 20. Oktober Scorecard | Kandy | West Indies 185-4 (38.5/38.5)                | – | Sri Lanka 234-5 (31.5/37) |
|                       |       | Sri Lanka gewinnt mit 5 Wickets (D/L method) |   |                           |

Die West Indies gewannen den Münzwurf und entschieden sich als Schlagmannschaft zu beginnen. Für sie begannen Alick Athanaze und Brandon King eine Partnerschaft. King gelangen 14 und Athanaze 10 Runs. Daraufhin formte Keacy Carty zusammen mit Sherfane Rutherford eine weitere Partnerschaft. Carty schied nach 37 Runs aus und wurde durch Roston Chase gefolgt. Im 39. Over begann es zu Regnen und das Innings wurde vorzeitig beendet. Rutherford hatte bis dahin ein Fifty über 74* Runs und Chase 33* Runs erreicht. Bester sri-lankischer Bowler war Wanindu Hasaranga mit 2 Wickets für 18 Runs. Sri Lanka erhielt bei wiederbeginn eine Vorgabe von 232 Runs aus 37 Overn. Für sie bildete Eröffnungs-Batter Nishan Madushka und der dritte Schlagmann Kusal Mendis eine Partnerschaft. Kusal Mendis schied nach 13 Runs aus und der folgende Sadeera Samarawickrama konnte 18 Runs erzielen. Als Charith Asalanka ins Spiel kam, verlor Madushka nach einem Fifty über 69 Runs sein Wicket. Auch Asalanka verlor kurz darauf sein Wicket nach einem Fifty über 77 Runs, woraufhin Janith Liyanage und Kamindu Mendis im 32. Over die Vorlage einholen konnten. Kamindu Mendis erzielte dabei 30* Runs und Liyanage 18* Runs. Als Spieler des Spiels wurde Charith Asalanka ausgezeichnet.

### Zweites ODI in Kandy
| 23. Oktober Scorecard | Kandy | West Indies 189 (36/44)         | – | Sri Lanka 190-5 (38.2/44) |
|                       |       | Sri Lanka gewinnt mit 5 Wickets |   |                           |

Das Spiel wurde auf Grund von Regenfällen auf 44 Over pro Seite verkürzt. Sri Lanka gewann den Münzwurf und entschieden sich als Feldmannschaft zu beginnen. Für die West Indies erzielte Eröffnungs-Batter Brandon King 16 Runs, bevor Sherfane Rutherford zusammen mit Gudakesh Motie eine weitere Partnerschaft formte. Rutherford gelang ein Fifty über 80 Runs, während Motie ungeschlagen blieb, nachdem er ein Fifty über 50* Runs erzielt hatte. die sri-lankischen Wickets erzielte Wanindu Hasaranga mit 4 Wickets für 40 Runs, Maheesh Theekshana mit 3 Wickets für 25 Runs und Asitha Fernando mit 3 Wickets für 35 Runs. Für Sri Lanka bildete Eröffnungs-Batter Nishan Madushka zusammen mit dem vierten Schlagmann Sadeera Samarawickrama eine Partnerschaft. Madushka erreichte 38 Runs und wurde durch Charith Asalanka ersetzt. Samarawickrama konnte daraufhin 38 Runs erzielen und nachdem der hineinkommende Janith Liyanage 24 Runs erreichte, konnte Asalanke zusammen mit Kamindu Mendis die Vorgabe einholen. Asalanka gelang dabei ein Fifty über 62* Runs und Mendis 11* Runs. Bester Bowler der West Indies war Alzarri Joseph mit 2 Wickets für 30 Runs. Als Spieler des Spiels wurde Maheesh Theekshana ausgezeichnet.

### Drittes ODI in Kandy
| 26. Oktober Scorecard | Kandy | Sri Lanka 156-3 (23/23)                        | – | West Indies 196-2 (22/23) |
|                       |       | West Indies gewinnt mit 8 Wickets (D/L method) |   |                           |

Die West Indies gewannen den Münzwurf und entschieden sich als Feldmannschaft zu beginnen. Für Sri lanka eröffneten Pathum Nissanka und Avishka Fernando. Fernando schied nach 34 Run aus und wurde durch Kusal Mendis ersetzt. Daraufhin wurde das Spiel auf Grund von Regenfällen unterbrochen und auf 23 Over je Seite verkürzt. Nissanka gelang ein Fifty über 56 Runs und Mendis konnte das Innings mit einem Fifty über 56* Runs beenden und so die Vorgabe auf 195 Runs erhöhen. Die Wickets der West Indies erzielten Roston Chase und Sherfane Rutherford. Für die West Indies formte Eröffnungs-Batter Evin Lewis mit dem dritten Schlagmann Shai Hope eine Partnerschaft. Hop erreichte 22 Runs und wurde durch Sherfane Rutherford gefolgt. Lewis und Rutherford konnten dann die Vorgabe nach 22 Ovrn einholen. Lewis gelang dabei ein Century über 102* Runs aus 61 Bällen, und Rutherford ein Fifty über 50* Runs. Die sri-lankischen Wickets erzielten Asitha Fernando und Dilshan Madushanka. Als Spieler des Spiels wurde Evin Lewis ausgezeichnet.

## Statistiken
Die folgenden Cricketstatistiken wurden bei dieser Tour erzielt.
| ODIs                | ODIs        | ODIs    | ODIs    | ODIs    | ODIs    | ODIs    | ODIs    | ODIs    |
| Batting             | Batting     | Batting | Batting | Batting | Batting | Batting | Batting | Batting |
| Spieler             | Mannschaft  | Spiele  | Innings | Runs    | Average | HS      | 100s    | 50s     |
| ------------------- | ----------- | ------- | ------- | ------- | ------- | ------- | ------- | ------- |
| Sherfane Rutherford | West Indies | 3       | 3       | 204     | 204,00  | 80      | 0       | 3       |
| Charith Asalanka    | Sri Lanka   | 3       | 3       | 145     | 72,50   | 77      | 0       | 2       |
| Nishan Madushka     | Sri Lanka   | 2       | 2       | 107     | 53,50   | 69      | 0       | 1       |
| Evin Lewis          | West Indies | 1       | 1       | 102     | –       | 102*    | 1       | 0       |
| Kusal Mendis        | Sri Lanka   | 3       | 3       | 72      | 36,00   | 56*     | 0       | 1       |
| Bowling             |             |         |         |         |         |         |         |         |
| Spieler             | Mannschaft  | Spiele  | Overs   | Wickets | Average | BBI     | 5W      | 10W     |
| Wanindu Hasaranga   | Sri Lanka   | 3       | 16.0    | 6       | 13,66   | 4/40    | 0       | 0       |
| Gudakesh Motie      | West Indies | 3       | 22.0    | 4       | 21,50   | 3/47    | 0       | 0       |
| Asitha Fernando     | Sri Lanka   | 3       | 16.0    | 4       | 25,50   | 3/35    | 0       | 0       |
| Alzarri Joseph      | West Indies | 3       | 17.0    | 4       | 27,50   | 2/30    | 0       | 0       |
| Maheesh Theekshana  | Sri Lanka   | 3       | 14.0    | 3       | 21,33   | 3/25    | 0       | 0       |

| Twenty20s           | Twenty20s   | Twenty20s | Twenty20s | Twenty20s | Twenty20s | Twenty20s | Twenty20s | Twenty20s |
| Batting             | Batting     | Batting   | Batting   | Batting   | Batting   | Batting   | Batting   | Batting   |
| Spieler             | Mannschaft  | Spiele    | Innings   | Runs      | Average   | HS        | 100s      | 50s       |
| ------------------- | ----------- | --------- | --------- | --------- | --------- | --------- | --------- | --------- |
| Kusal Mendis        | Sri Lanka   | 3         | 3         | 113       | 56,60     | 91        | 0         | 1         |
| Pathum Nissanka     | Sri Lanka   | 3         | 3         | 104       | 34,66     | 81        | 0         | 1         |
| Brandon King        | West Indies | 3         | 3         | 91        | 30,33     | 60        | 0         | 1         |
| Kusal Perera        | Sri Lanka   | 3         | 3         | 85        | 42,50     | 55*       | 0         | 1         |
| Kamindu Mendis      | Sri Lanka   | 3         | 2         | 70        | 35,00     | 51        | 0         | 1         |
| Rovman Powell       | West Indies | 3         | 3         | 70        | 23,33     | 37        | 0         | 9         |
| Bowling             |             |           |           |           |           |           |           |           |
| Spieler             | Mannschaft  | Spiele    | Overs     | Wickets   | Average   | BBI       | 5W        | 10W       |
| Maheesh Theekshana  | Sri Lanka   | 3         | 3         | 5         | 11,40     | 2/7       | 0         | 0         |
| Wanindu Hasaranga   | Sri Lanka   | 3         | 3         | 5         | 18,80     | 2/24      | 0         | 0         |
| Matheesha Pathirana | Sri Lanka   | 3         | 3         | 4         | 13,50     | 2/27      | 0         | 0         |
| Romario Shepherd    | West Indies | 3         | 3         | 4         | 21,50     | 2/23      | 0         | 0         |
| Charith Asalanka    | Sri Lanka   | 3         | 2         | 3         | 6,66      | 2/6       | 0         | 0         |
| Dunith Wellalage    | Sri Lanka   | 2         | 2         | 3         | 15,00     | 3/9       | 0         | 0         |

## Auszeichnungen

### Player of the Series
Als Player of the Series wurden der folgende Spieler ausgezeichnet.
| Serie | Player of the Series |
| ----- | -------------------- |
| ODI   | Charith Asalanka     |
| T20   | Pathum Nissanka      |

### Player of the Match
Als Player of the Match wurden die folgenden Spielerinnen ausgezeichnet.
| Spiel  | Player of the Match |
| ------ | ------------------- |
| 1. ODI | Charith Asalanka    |
| 2. ODI | Maheesh Theekshana  |
| 3. ODI | Evin Lewis          |
| 1. T20 | Brandon King        |
| 2. T20 | Dunith Wellalage    |
| 3. T20 | Kusal Mendis        |